# Pyrrhura
Genre
Le genre Pyrrhura comprend 24 espèces de conures, perruches de la zone néotropicale.

## Description
Ce genre comprend des perruches au plumage à dominante verte, au corps allongé de 22 à 30 cm de longueur pour une masse de 50 à 100 g. À l'exception de la Conure tiriba, toutes les espèces arborent des plumes écaillées au niveau de l'avant du cou et du haut de la poitrine.
Ces oiseaux ne présentent pas de dimorphisme sexuel, sauf la Conure d'Orcès.

## Reproduction
La maturité sexuelle est atteinte à l'âge d'un an. La ponte comporte le plus souvent 4 à 6 œufs (avec comme valeurs extrêmes 3 et 8) mesurant environ 20 x 26 mm. L'incubation dure 22 à 24 jours. Les poussins pèsent 4 à 5 g à l'éclosion. Ils demeurent 6 à 7 semaines au nid.

## Alimentation
Les espèces de ce genre consomment des noix, noisettes, graines variées et quelques fruits et légumes.

## Longévité
Ces oiseaux peuvent vivre de 20 à 30 ans.

## Liste des espèces
Selon la classification de référence du Congrès ornithologique international (15.1, 2025) (ordre phylogénique) :
- Pyrrhura cruentata – Conure tiriba
- Pyrrhura devillei – Conure de Deville
- Pyrrhura frontalis – Conure de Vieillot
- Pyrrhura lepida – Conure perlée
- Pyrrhura perlata – Conure à ventre rouge
- Pyrrhura molinae – Conure de Molina
- Pyrrhura pfrimeri – Conure de Pfrimer
- Pyrrhura griseipectus – Conure à poitrine grise
- Pyrrhura leucotis – Conure leucotique
- Pyrrhura picta – Conure versicolore
- Pyrrhura emma – Conure d'Emma
- Pyrrhura amazonum – Conure de Hellmayr
- Pyrrhura lucianii – Conure de Bonaparte
- Pyrrhura roseifrons – Conure rougissante
- Pyrrhura viridicata – Conure des Santa Marta
- Pyrrhura egregia – Conure aile-de-feu
- Pyrrhura melanura – Conure de Souancé
- Pyrrhura orcesi – Conure d'Orcés
- Pyrrhura albipectus – Conure à col blanc
- Pyrrhura rupicola – Conure à cape noire
- Pyrrhura calliptera – Conure à poitrine brune
- Pyrrhura hoematotis – Conure à oreillons
- Pyrrhura rhodocephala – Conure tête-de-feu
- Pyrrhura hoffmanni – Conure de Hoffmann